# 못골도서관
못골도서관은 서울특별시 강남구에 있는 도서관이다.

## 연혁
- 2018년 3월 19일 개관